# اچ‌ام‌اس گلاستر (۱۶۵۴)
اچ‌ام‌اس گلاستر (به انگلیسی: HMS Gloucester (1654)) یک کشتی جنگی با ۳۵٫۷ متر طول بود که در سال ۱۶۵۴ به آب انداخته شد. این کشتی ۵۴ توپ جنگی و ۲۸۰ خدمه تنها کشتی بازمانده از دوران الیور کرامول بوده که در چندین نبرد دریایی شرکت کرد و پس از سال ۱۶۶۰ با به تخت نشستن چارلز دوم انگلستان به تملک نیروی دریایی پادشاهی بریتانیا درآمد.
کشتی گلاستر ۶ مه ۱۶۸۲ در طوفان شدیدی در ۴۵ کیلومتری گریت یارموث با ساحل شنی برخورد و غرق می‌شود. حدود ۳۳۰ نفر با قایق‌های نجات جان‌به‌در برده و بین ۱۳۰ تا ۲۵۰ نفر از خدمه کشتی و دریانوردان و مسافران غرق شدند. دوک یورک و جان چرچیل، دوک آیندهٔ مارلبرو از این حادثه با قایق نجات جان سالم به‌دربردند.